# آوري كيلنغ
آوري كيلنغ (بالصينية: 傲日其楞؛ مواليد 25 يونيو 1993) هي مُقاتلة فنون قتالية مختلطة صينية.

## وصلات خارجية
- آوري كيلنغ على موقع شيردوغ (الإنجليزية)
- آوري كيلنغ على موقع Tapology.com (الإنجليزية)